# Hoher Freschen
Hoher Freschen – szczyt w Lesie Bregenckim, paśmie Alp Wschodnich. Leży w Austrii, w kraju związkowym Vorarlberg. 